# گرد گورا (تپه کوچک)
گرد گورا (تپه کوچک) مربوط به دوران پیش از تاریخ ایران باستان -هزاره ۱ قبل از میلاد است و در حومه اشنویه واقع شده و این اثر در تاریخ ۱ آذر ۱۳۴۴ با شمارهٔ ثبت ۴۷۰ به‌عنوان یکی از آثار ملی ایران به ثبت رسیده‌است.